# L'ultimo viaggio (film 2017)
L'ultimo viaggio (Leanders letzte Reise) è un film del 2017 diretto da Nick Baker-Monteys

## Trama
Un film che non solo racconta un capitolo buio della storia tedesco-sovietica ma, grazie ad un inatteso viaggio, scopre un legame emotivo tra un nonno e sua nipote.
Eduard, un po’ scorbutico e distaccato, ha novantadue anni e non si porta dietro solo il peso dei suoi anni ma anche quello di un passato pieno di ricordi e di emozioni che non lascia trasparire. Quando muore la moglie, questo suo passato riemerge ma non viene capito dalla figlia Uli, che già pensa di metterlo in una casa di riposo, né dalla nipote Adele, una ragazza che vive alla giornata. Ma Eduard vuole mettere in ordine i ricordi che lo hanno accompagnato e tormentato per una vita intera, ricomporre il puzzle della sua esistenza. Con un cappello da cosacco e una piccola valigia, non esita a salire sul treno per Kiev, in Ucraina, lasciando un biglietto con un semplice saluto. Uli ha solo il tempo di avvisare Adele, che fa la cameriera proprio in un bar nei pressi della stazione, per cercare di non fargli prendere quel treno. Ma Eduard non ha alcuna intenzione di rinunciare ai suoi piani e Adele, si ritrova, suo malgrado, in partenza per un lungo viaggio nei ricordi di suo nonno. Sullo sfondo della guerra civile in Ucraina del 2014, un viaggio assolutamente inaspettato e imprevedibile che, porterà Eduard a riconciliarsi con il suo passato e a far capire ad Adele quanto sia importante conoscere le proprie radici per conoscere la propria identità.